# Polesine (Pegognaga)
Polesine is een plaats (frazione) in de Italiaanse gemeente Pegognaga.